# Marcella Deen
Marcella Deen (Heemskerk, 19 juni 1988) is een Nederlandse handbalster die sinds 2017 uitkomt in de Nederlandse Eerste divisie voor DSS Heemskerk.

## Carrière
Deen begon op vijfjarige leeftijd met handbal bij DSS Heemskerk. Op 13-jarige leeftijd maakte de cirkelloopster de overstap naar de topclub VOC, waar ze op 15-jarige leeftijd haar debuut maakte in de Eredivisie. Met VOC veroverde ze driemaal de landstitel en won ze tweemaal de beker van Nederland. In 2010 vertrok ze naar de Duitse Handbal-Bundesliga en ging ze spelen voor VfL Sindelfingen. Na het faillissement van Sindelfingen in de zomer van 2011 was Deen clubloos. Vanaf december 2011 werd ze opgepikt door SG Handball Rosengarten uit de 2. Bundesliga. Voor het seizoen 2012/2013 stapte ze over naar 1. Bundesliga club Buxtehuder SV. Met BSV won ze in 2015 de DHB-Pokal. Na het seizoen 2014/2015 beëindigde ze op 27-jarige leeftijd haar handbalcarrière. In 2017 pakte ze het handballen weer op en ging ze spelen voor DSS Heemskerk, dat uitkomt in de Eerste divisie.
Deen speelde haar eerste interland voor het Nederlandse nationale team op 16-jarige leeftijd. Tot november 2014 speelde ze in totaal 43 interlands waarin ze 41 goals maakte. Deen nam met het Nederlandse team deel aan het Europees kampioenschap van 2010.

## Onderscheidingen
- Cirkelloopster van het jaar van de Eredivisie: 2008/09

## Privé
Deen heeft van 2005 t/m 2010 Bedrijfskunde gestudeerd aan de Hogeschool van Amsterdam. Van juni 2011 t/m juni 2012 was Deen werkzaam als Client Services Consultant voor het Duitse bedrijf delphi HR-Systems. Tijdens haar periode bij Buxterhude was Deen werkzaam als Marketeer/Eventmanager voor Handball-Marketing Buxtehude GmbH & Co. KG. In 2015 was ze betrokken bij de organisatie van de Final Four Frauen 2015.